# Agulla assimilis
Agulla assimilis är en halssländeart som först beskrevs av Johan Herman Albarda 1891.
Agulla assimilis ingår i släktet Agulla och familjen ormhalssländor. Inga underarter finns listade i Catalogue of Life.